# Кременчугский завод железобетонных шпал
Кременчугский завод железобетонных шпал (укр. Кременчуцький завод залізобетонних шпал) — промышленное предприятие в городе Кременчуг Полтавской области.

## История
Сооружение предприятия началось в соответствии с семилетним планом развития народного хозяйства СССР. 29 апреля 1962 года завод (в это время бывший крупнейшим заводом по производству железобетонных шпал в Европе) произвёл первую продукцию.
В августе 1962 года была введена в строй первая очередь завода (арматурно-формовочный цех № 1 мощностью 50 тыс. м³ железобетонных шпал в год), в январе 1967 года — вторая очередь (арматурно-формовочный цех № 2 мощностью 90 тыс. м³ железобетонных шпал в год).
В 1975 году завод был реконструирован.
В октябре 1989 года завод был включён в состав концерна по производству специальных железобетонных изделий и конструкций "Спецжелезобетон".
После провозглашения независимости Украины завод стал крупнейшим предприятием по производству железобетонных шпал на территории Украины и перешёл в ведение министерства транспорта Украины.
В марте 1995 года Верховная Рада Украины внесла завод в перечень предприятий, приватизация которых запрещена в связи с их общегосударственным значением.
В общей сложности, только за первые 38 лет работы, с 1962 до 2000 года завод выпустил 48 745 707 железобетонных шпал и 10 594 комплектов стрелочных переводов.
Начавшийся в 2008 году экономический кризис осложнил деятельность завода, который был вынужден сократить объемы выпуска продукции, в ноябре 2008 года предприятие временно приостановило производство, а в дальнейшем перешёл на неполную рабочую неделю. К началу февраля 2010 года количество работников предприятия сократилось с 540 до 443 человек.
21 августа 2012 года, в 60-летний юбилей изготовления заводом первой шпалы, на заводской территории был установлен и открыт памятник первому директору предприятия - Герою Социалистического Труда Г. И. Кубате.

## Современное состояние
В составе предприятия - два цеха (семь производственных линий).
Основной продукцией являются предварительно-напряженные железобетонные шпалы Ш-1-1 и Ш-1-1-40 для железнодорожного пути 1520 мм, мостовые шпалы ШМ-1, а также брусы для стрелочных переводов марок 1/9, 1/11, 1/6, 1/9.